# Masters of Chant Chapter VIII (Gregorian Live in Europe 2011)
Masters of Chant Chapter VIII - Live in Europe 2011 es un videoálbum compuesto (CD y DVD) que la banda Gregorian lanzó en Alemania y otros países en 2011.

## Lista de canciones
| CD  |                                  |          |  |
| N.º | Título                           | Duración |  |
| 1.  | «Pride (In The Name Of Love)»    | 4:05     |  |
| 2.  | «White Snow Interlude»           | 0:47     |  |
| 3.  | «Red Rain»                       | 4:53     |  |
| 4.  | «The Thorns Interlude»           | 0:39     |  |
| 5.  | «The Rose»                       | 3:43     |  |
| 6.  | «Late Fall Interlude»            | 1:26     |  |
| 7.  | «Early Winter»                   | 4:43     |  |
| 8.  | «Animal Interlude»               | 0:52     |  |
| 9.  | «Human»                          | 4:07     |  |
| 10. | «Liberty Bell Interlude»         | 0:53     |  |
| 11. | «Streets of Philadelphia»        | 3:55     |  |
| 12. | «Anything But Love Interlude»    | 0:56     |  |
| 13. | «Love Beats Anything»            | 2:54     |  |
| 14. | «Sleeping in August Interlude»   | 0:39     |  |
| 15. | «Wake Me Up When September Ends» | 4:14     |  |
| 16. | «Very Pretty Interlude»          | 0:37     |  |
| 17. | «Everything is Beautiful»        | 4:08     |  |
| 18. | «The Oasis Interlude»            | 0:46     |  |
| 19. | «Wonderwall»                     | 4:28     |  |
| 20. | «Honey Bees Interlude»           | 1:05     |  |
| 21. | «In The Morning»                 | 2:59     |  |
| 22. | «Russian Interlude»              | 0:53     |  |
| 23. | «Bravado»                        | 3:56     |  |
| 24. | «Heavenly Interlude»             | 1:08     |  |
| 25. | «Heaven»                         | 4:13     |  |
| 26. | «Flowing Interlude»              | 1:02     |  |
| 27. | «River Of Life»                  | 4:27     |  |

## Lista de vídeos
| DVD |                        |          |  |
| N.º | Título                 | Duración |  |
| 1.  | «Nothing Else Matters» |          |  |
| 2.  | «Losing My Religion»   |          |  |
| 3.  | «In The Air Tonight»   |          |  |
| 4.  | «Blue Monday»          |          |  |
| 5.  | «With Or Without You»  |          |  |
| 6.  | «Join Me»              |          |  |
| 7.  | «Lady In Black»        |          |  |
| 8.  | «The Forest»           |          |  |
| 9.  | «Fix You»              |          |  |
| 10. | «Kashmir»              |          |  |
| 11. | «Hurt»                 |          |  |
| 12. | «The Raven»            |          |  |
| 13. | «More»                 |          |  |
| 14. | «All I Need»           |          |  |
| 15. | «Bring Me To Life»     |          |  |
| 16. | «Stripped»             |          |  |
| 17. | «Born To Feel Alive»   |          |  |
| 18. | «O Fortuna»            |          |  |
| 19. | «One»                  |          |  |
| 20. | «Hell's Bells»         |          |  |
| 21. | «Crazy Crazy Nights»   |          |  |
| 22. | «Moment Of Peace»      |          |  |